# Unsere Oma geht so gerne mit auf Kaffee-Fahrt
Unsere Oma geht so gerne mit auf Kaffee-Fahrt ist ein von Bob Kleinwort getexteter deutschsprachiger Schlager, der vom österreichischen Sänger Freddy Quinn komponiert und 1981 veröffentlicht wurde.

## Entstehung
Freddy Quinn ist der Komponist des Liedes und der Text stammt von Bob Kleinwort. Bei der Gesellschaft für musikalische Aufführungs- und mechanische Vervielfältigungsrechte sind als Originalverlag die Esperanza Mv Frank Oldenburg e.K. und RMI Edition eingetragen. Das Lied trägt die GEMA-Werk.-Nummer 1421706-001. Unter der GEMA-Werk.-Nummer 1421706-002 ist Joe Kirsten als Bearbeiter eingetragen.

## Schallplattenhülle
Auf der Schallplattenhülle ist Freddy Quinn zu sehen, der ein hellblaues Hemd trägt. Das Hemd ist bis unter den Kragen im Bild. In gelben, weiß umrandeten Großbuchstaben befindet sich der Schriftzug „Freddy Quinn“ am oberen Rand der Schallplattenhülle. Darunter ist in roter Schrift „Die besten Jahre deines Lebens“ geschrieben, wobei jedes Wort in einer neuen Zeile steht und jeder Anfangsbuchstabe groß geschrieben ist. In weißer Schrift steht darunter „Unsere Oma geht so gerne mit auf Kaffee-Fahrt“.

## Liedtext
Oma hat sich fein gemacht, morgens um halb acht fährt ein Charterbus mit Rentnern dahin. Die Fahrt kostet sechs Deutsche Mark und 50 Pfennig, wofür Oma gespart hat: „Mittagessen ist im Preis schon drin“. Ihr werden „Rheumadecken angedreht“: „Oma kauft, was sie nur kaufen kann.“ „Unsere Oma geht so gerne mit auf Kaffee-Fahrt, Kaffee-Fahrt, Kaffee-Fahrt“. Doch Oma, die „Frieda Flott“ heißt, unterschreibt die Verträge immer mit dem Namen „Lotti Schmitz“, so können die Zusteller die Waren nicht zustellen.

## Veröffentlichung
1981 veröffentlichte Freddy Quinn das Lied als B-Seite der Single Die besten Jahre deines Lebens. Diese Single erschien im Musiklabel Polydor unter der Katalognummer 2042 357 auf Schallplatte. Das phonographisches Copyright lag bei der Polydor International GmbH und die Veröffentlichung geschah durch Esperanza. Arrangeur war Jo Plée. Die Veröffentlichung geschah unter der Rechtegesellschaft Gesellschaft für musikalische Aufführungs- und mechanische Vervielfältigungsrechte.
2011 wurde das Lied auf dem Kompilationsalbum Die Stimme des Herzens veröffentlicht, das in den Musiklabels Polydor und Koch Universal Music, jeweils unter der Katalognummer 2780516 als Doppelalbum auf Compact Disc erschien.